# Вагон-дефектоскоп

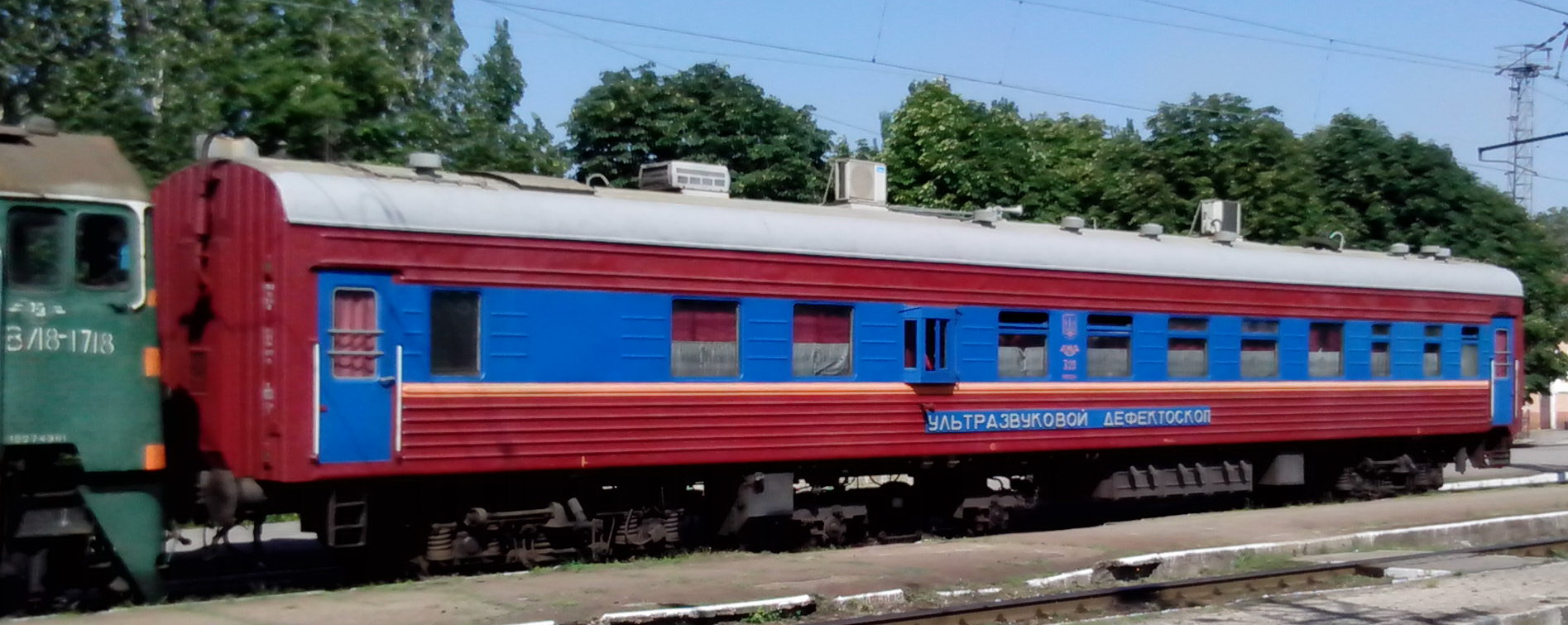
Вагон-ультразвуковий дефектоскоп на станції Запоріжжя II

Вагон-дефектоскоп — вид рухомого складу залізниць, який призначений для швидкісного контролю головок рейок, які покладені на залізничну колію, і виявлення в них наявних та прихованих дефектів.

## Загальна характеристика
Вагони-дефектоскопи будуються на базі чотиривісних пасажирських вагонів, з ультразвуковими і магнітними пошуковими пристроями. Вагон переміщують за допомогою локомотива.

## Принцип дії

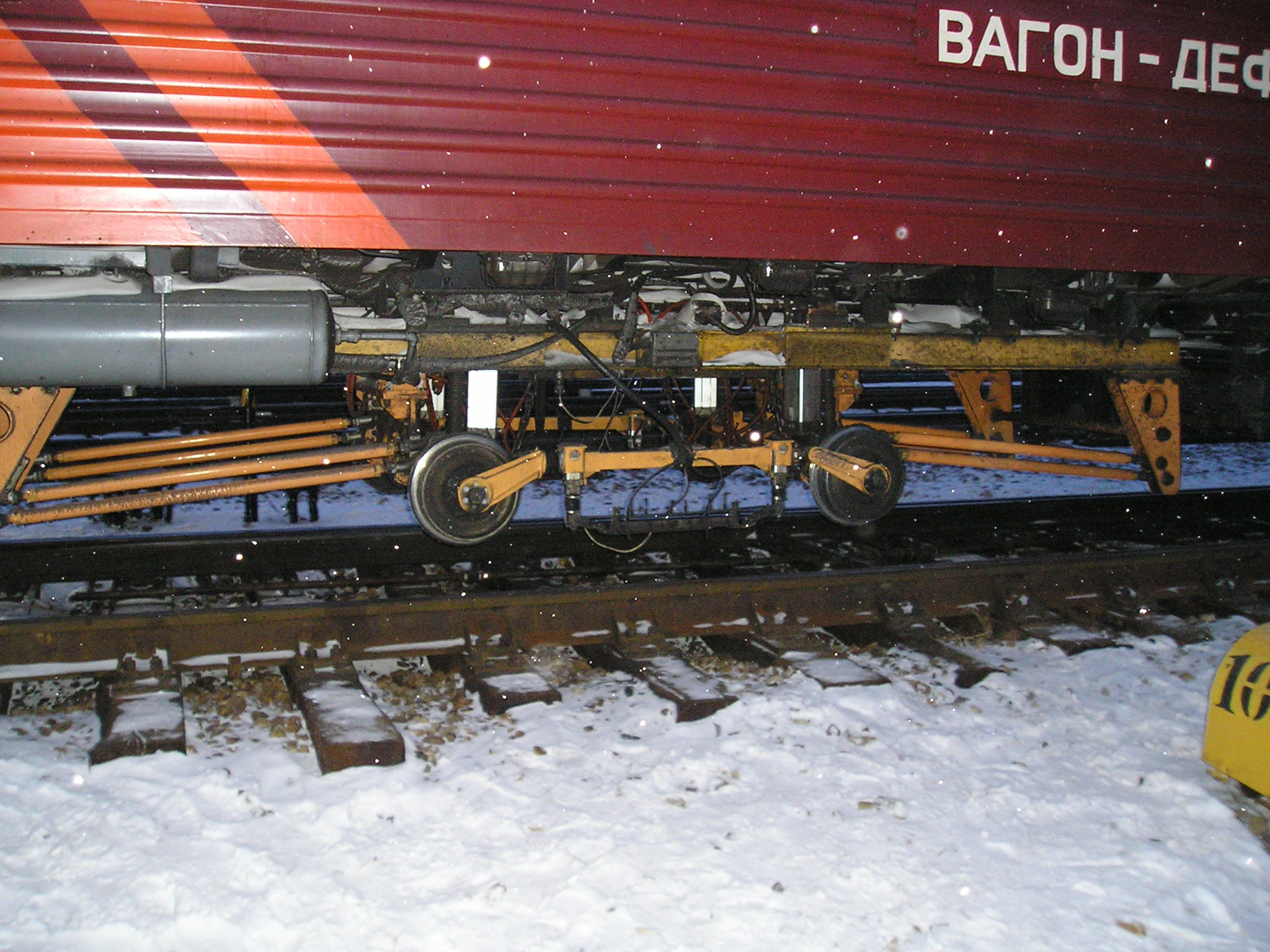
Вимірювальний візок суміжного вагона-дефектоскопа

В ультразвуковому вагоні-дефектоскопі переважно використовується луна (ознакою знаходження дефекту є прийнятий відбитий сигнал від нього) і дзеркально-тіньовий методи (ознакою знаходження дефекту є зміна інтенсивності ультразвукових сигналів, які відбиваються підошвою рейки).
За часів СРСР найпоширенішими були вагони-дефектоскопи з магнітними шукачами. Принцип дії магнітного шукача заснований на використанні магнітодинамічного поля, яке виникає в рейці при намагнічуванні її постійно рухомим магнітом. Дефект визначають за допомогою зміни густини вихрових струмів і напрямку руху магнітного потоку, який обтікає тріщину в рейці. Під час руху вагона-дефектоскопа кожна рейкова нитка намагнічується електромагнітом, в пошуковій котушці виникає електрорушійна сила у вигляді одиночних імпульсів різного значення, тривалості і форми. Після підсилення отримані результати записуються на кіноплівці або паперовій стрічці. Контроль цим способом дозволяє виявити внутрішні поперечні тріщини, які вражають до 35 % площі перерізу головки рейки на глибині більшій за 5—6 мм, і поздовжні тріщини на глибині 4—5 мм. Робоча швидкість магнітного вагона-дефектоскопа становить 70 км/год.
Починаючи з 2000-х років на теренах колишнього СРСР поступово почали замінювати магнітні і ультразвукові вагони на суміжні, які об'єднують переваги обох методів: магнітним методом виявляють дефекти на малих глибинах, де немає необхідності безпосереднього контакту з рейкою, ультразвуковим — дефекти глибокого і середнього залягання.